# 迎宾路街道 (沈阳市)
迎宾路街道，是中华人民共和国辽宁省沈阳市于洪区下辖的一个乡镇级行政单位。

## 行政区划
迎宾路街道下辖以下地区：
沈大路社区、洪湖社区、东湖社区、西湖社区、沈新路社区、黄海花园社区、珍珠社区、太湖社区、巢湖社区、渤海路社区、南里社区和龙城社区。